# Paulogramma hystaspes
Paulogramma hystaspes (ex Callicore, agora Paulogramma) é uma borboleta neotropical da família Nymphalidae que se distribui pelo Peru, Equador e Brasil (Mato Grosso e Goiás). Foi catalogada como Papilio hystaspes em 1781 por Johan Christian Fabricius. Apresenta, vista por baixo, asas posteriores com coloração predominantemente amarela e marcações similares a um 08 (quando o inseto está voltado para a esquerda) ou 80 (quando o inseto está voltado para a direita). Possui contornos em azul claro na borda das asas anteriores e uma faixa estreita, da mesma tonalidade, próxima à borda das asas posteriores. A "numeração" também apresenta o interior azul claro. Em vista superior, a espécie apresenta as asas anteriores com superfície negra e grandes áreas em vermelho, com pequeno ponto branco próximo ao ápice e região em azul-púrpura próximo ao corpo do animal; com amplas áreas em azul no bordo das asas posteriores. A subespécie discrepans não apresenta as áreas em vermelho nas asas anteriores.

## Hábitos
Adultos de Paulogramma hystaspes sugam frutos em fermentação e minerais dissolvidos da terra encharcada na margem de rios, podendo ser encontrados em ambiente de floresta tropical e em altitudes entre 200 a 800 metros. São geralmente solitários. Possuem voo rápido e poderoso em distâncias curtas.

## Subespécies
Paulogramma hystaspes possui três subespécies:
- Paulogramma hystaspes hystaspes - Descrita por Fabricius em 1781, de exemplar proveniente do Brasil.
- Paulogramma hystaspes zelphanta - Descrita por Hewitson em 1858, de exemplar proveniente do Peru.
- Paulogramma hystaspes discrepans - Descrita por Stichel em 1936, de exemplar proveniente do Peru.[14]